# Институт на инженерите по електротехника и електроника
Институтът на инженерите по електротехника и електроника (на английски: Institute of Electrical and Electronics Engineers, съкр. IEEE) е най-голямата професионална организация в света.
Има за основна цел развитието на технологичните нововъведения и върховите постижения в полза на човечеството. Институтът има повече от 400 000 членове в над 160 страни, като около 45% от тях – извън САЩ. Тя е световен лидер в разработването на стандарти в радиоелектрониката и електротехниката.

Институтът е основан като нетърговска организация с идеална цел в САЩ през 1963 г. чрез сливането на Института на радиоинженерите (Institute of Radio Engineers, IRE), основан в 1912 г. и Американския институт на електроинженерите (American Institute of Electrical Engineers, AIEE), основан в 1884 г. Организацията има както регионална структура, така и организационни звена с конкретен фокус, наречени съвети (бордове) - например IEEE-Standards Association) и комитети - например IEEE Strategic Planning Committee). IEEE е много авторитетна в областта на развитието и установяването на стандарти, които са от съществено значение за мобилните мрежи, компютърните технологии и др. съвременни високи технологии.

## Стандарти за компютърни мрежи
IEEE осигурява обмена на информация и разработва стандарти и спецификации за по-ниското ниво на мрежовите технологии (това на физическия и каналния слой) (вж. повече подробности в OSI модел).
От особен интерес за професионалистите по мрежи представляват спецификациите на проекта IEEE 802, обединяващ група от стандарти. Името му е базирано на датата на заседанието на комитета. 80 означава годината (1980), а 2 означава месеца (февруари). Стандартите 802 покриват следните протоколи и спецификации:
- 802.1 – Въведение в стандартите: LAN и MAN мениджмънт, мостове, които действат в MAC подслоя, и алгоритъмът STA(Spanning-Tree Algorithm), който предотвратява комуникационни проблеми, наречени междумостово зацикляне (bridge looping).
- 802.2 – Logical Link Control (LLC): тези спецификации са предназначени за недопускане на затрупване на приемниците от изпращащите. Този стандарт се грижи за разделянето на каналния слой на 2 подслоя, при което слоят LLC осигурява интерфейс между MAC подслоя и мрежовия слой.
- 802.3 – CSMA/CD (carrier sense multiple acces collision detect): установява правилата за работа на Ethernet мрежи, използващи метода на множествен достъп с разпознаване на носещата честота и откриване на колизии (CSMA/CD) и установява стандарти за формата на Ethernet фреймовете (пакетите). Първоначално стандартът е дефиниран като мрежа с линейно-шинна топология, използваща коаксиален кабел, но след това е обновен за включване на 10BaseT мрежи (топология звезда).
- 802.4 – Token Bus: задава стандарти за мрежи, реализиращи физическа и логическа шинна топология, която използва 75-омов CATV коаксиален или оптичен кабел и метод за достъп с предаване на маркер.
- 802.5 – Token Ring: задава физическия стандарт и метод за достъп до преносната среда за мрежа с физическата топология звезда и логически кръг, която може да използва кабел с екранирана или неекранирана усукана двойка и метод на достъп с предаване на маркер. Този стандарт е разработен на базата на технологията Token Ring на IBM.
- 802.6 – MAN: задава стандарти за мрежи, които са по-големи от локалните мрежи и по-малки от глобалните мрежи.
- 802.7 – Broadband: установява правилата за изграждане на мрежи с технология за широколентово предаване, например CATV, използващи Frequency Division Multiplexing(FDM) за изпращане на различни сигнали на отделни честоти по един и същ кабел.
- 802.8 – Fiber Optics (Оптично влакно): осигурява спецификации за мрежи, използващи оптични кабели - например Fiber Distributed Data Interface(FDDI).
- 802.9 – Integrated Voice and Data: понякога наричан само integrated services (вградени услуги), този стандарт установява правилата за предаване на глас и данни по ISDN.
- 802.10 – LAN Security: спецификации по изграждането на виртуални частни мрежи(VPN) – начин за изграждане на сигурна връзка към частна мрежа по обществения Интернет.
- 802.11 – Wi-Fi: дава указания за реализиране на безжични (безкабелни) LAN технологии.
- 802.12 – 100 VG AnyLAN: отнася се за метода на достъп с приоритет по заявка, разработен от Hewlett Packard с цел комбиниране на предимствата на Ethernet, Token Ring и ATM технологиите в едно високоскоростно решение за локални мрежи.